# Markus Söder
Markus Söder (ur. 5 stycznia 1967 w Norymberdze) – niemiecki polityk, poseł do landtagu Bawarii, w latach 2007–2018 minister w rządzie krajowym, a od 2018 premier Bawarii, od 2019 przewodniczący Unii Chrześcijańsko-Społecznej (CSU).

## Życiorys
W latach 1986–1987 odbył służbę wojskową w batalionie transportowym. Następnie do 1991 studiował prawo na Friedrich-Alexander-Universität Erlangen-Nürnberg. Był stypendystą Fundacji Konrada Adenauera i asystentem na macierzystej uczelni, na której doktoryzował się w 1998. W pierwszej połowie lat 90. pracował jako redaktor w telewizji BR Fernsehen należącej do nadawcy publicznego Bayerischer Rundfunk.
W 1983 wstąpił do Unii Chrześcijańsko-Społecznej oraz do jej chadeckiej młodzieżówki Junge Union. Od 1995 do 2003 przewodniczył JU w Bawarii. W latach 2003–2007 był sekretarzem generalnym CSU.
W 1994 po raz pierwszy uzyskał mandat posła do bawarskiego landtagu. Utrzymywał go w kolejnych wyborach w 1998, 2003, 2008, 2013, 2018 i 2023. W 2007 po raz pierwszy wszedł w skład bawarskiego rządu jako minister do spraw federalnych i europejskich. W 2008 przeszedł na stanowisko ministra środowiska i zdrowia. W 2013 został natomiast ministrem finansów.
W grudniu 2017 CSU wskazała go oficjalnie jako kandydata na następnego premiera Bawarii w miejsce Horsta Seehofera, który zapowiedział rezygnację. Urząd ten Markus Söder objął 16 marca 2018. W tym samym roku CSU utraciła większość w krajowym parlamencie, co wymusiło zawarcie koalicji z Wolnymi Wyborcami Huberta Aiwangera. W listopadzie 2018 Markus Söder został wybrany przez landtag na urząd premiera Bawarii na kolejną kadencję.
19 stycznia 2019 został nowym przewodniczącym Unii Chrześcijańsko-Społecznej. Po wyborach w 2023 sformował swój trzeci gabinet w ramach odnowionej koalicji CSU z FW.

## Życie prywatne
W 1999 zawarł związek małżeński z Karin Baumüller, z którą ma czwórkę dzieci. Jest ewangelikiem.